# ليوناردو توريس
ليوناردو توريس (بالإسبانية: Leonardo Torres) (27 أكتوبر 1975 في الأرجنتين - ) هو لاعب كرة قدم أرجنتيني في مركز الوسط. لعب مع جونبك هيونداي موتورز وغودوي كروز ونادي أتليتيكو بيلغرانو ونادي راسينغ ويونيون دي سانتا في ونادي الجامعة الكاثوليكية (الإكوادور) وDeportivo Maipú ‏ وRacing de Córdoba ‏ وسان مارتين دي سان خوان وEstudiantes de Río Cuarto ‏.

## وصلات خارجية
- ليوناردو توريس على موقع دوري كوريا الجنوبية (الإنجليزية)
- ليوناردو توريس على موقع قاعدة بيانات كرة القدم.إي يو (الإنجليزية)